# نووی بورتیوک
نووی بورتیوک (انگلیسی: Novy Burtyuk) یک شهرک در شهرستان کراسنوکامسکی استان باشقیرستان کشور روسیه است.